# Tabitha King
Pour les articles homonymes, voir Tabitha (homonymie) et King.
Œuvres principales
- Calliope : La Voix des flammes

Tabitha King, née Tabitha Jane-Frances Spruce le 24 mars 1949 à Old Town, dans le Maine (États-Unis), est une écrivaine américaine. Elle est l'épouse du célèbre écrivain Stephen King.

## Biographie
Tabitha King provient d'une famille nombreuse, ses parents ont eu huit enfants, et a fait ses études secondaires à la John Bapst Memorial High School de Bangor jusqu'en 1967, après quoi elle a étudié à l'université du Maine, dont elle sortie diplômée en histoire en 1971. C'est à l'université qu'elle rencontre son futur mari, Stephen King, et le couple se marie le 2 janvier 1971. Leur premier enfant, Naomi, naît en 1971, et de leur union naissent deux autres enfants, Joe en 1972, et Owen en 1977. À l'instar de son mari, Tabitha entame une carrière d'écrivain et a notamment publié plusieurs romans. Elle a terminé Calliope : La Voix des flammes (2006), roman laissé inachevé par Michael McDowell, à la demande de la famille de ce dernier.
Elle se consacre beaucoup à des œuvres sociales, étant membre de plusieurs conseils et comités dans l'État du Maine, dont le conseil d'administration de Shaw House (un foyer pour des adolescents sans-abris de Bangor), du Maine Public Broadcasting System et du Bangor Public Library (bibliothèque publique de Bangor). En 1996, elle dirige une campagne de levée de fonds pour rénover la bibliothèque publique de Bangor et réussit à réunir plus de huit millions de dollars. Elle est également la cofondatrice, avec son mari, de la Stephen & Tabitha King Foundation, créée en 1986 pour assister les déshérités de l'État du Maine, notamment dans les domaines de l'éducation et des soins médicaux.

## Œuvres

### Romans
- (en) Small World, 1981
- (en) Caretakers, 1983
- Traquée ((en) The Trap, 1985)Publié également sous le titre de Wolves at the Door
- Chaleurs ((en) Pearl, 1988)
- Contacts ((en) One on One, 1993)
- L'Histoire de Reuben ((en) The Book of Reuben, 1994)
- Passion fatale ((en) Survivor, 1997)
- Calliope : La Voix des flammes ((en) Candles Burning, 2006)Écrit avec Michael McDowell.

### Nouvelles
- (en) The Blue Chair, 1981
- (en) Djinn and Tonic, 1998
- (en) The Woman's Room, 2002

### Poésie
- (en) A Gradual Canticle for Augustine, 1967

### Œuvres non fictives
- (en) Playing Like a Girl, Cindy Blodgett and the Lawrence Bulldogs Season of 93-94, 1994
- (en) Mid-life Confidential: The Rock Bottom Remainders Tour America with Three Chords and an Attitude, 1994